# 9K53 Prima

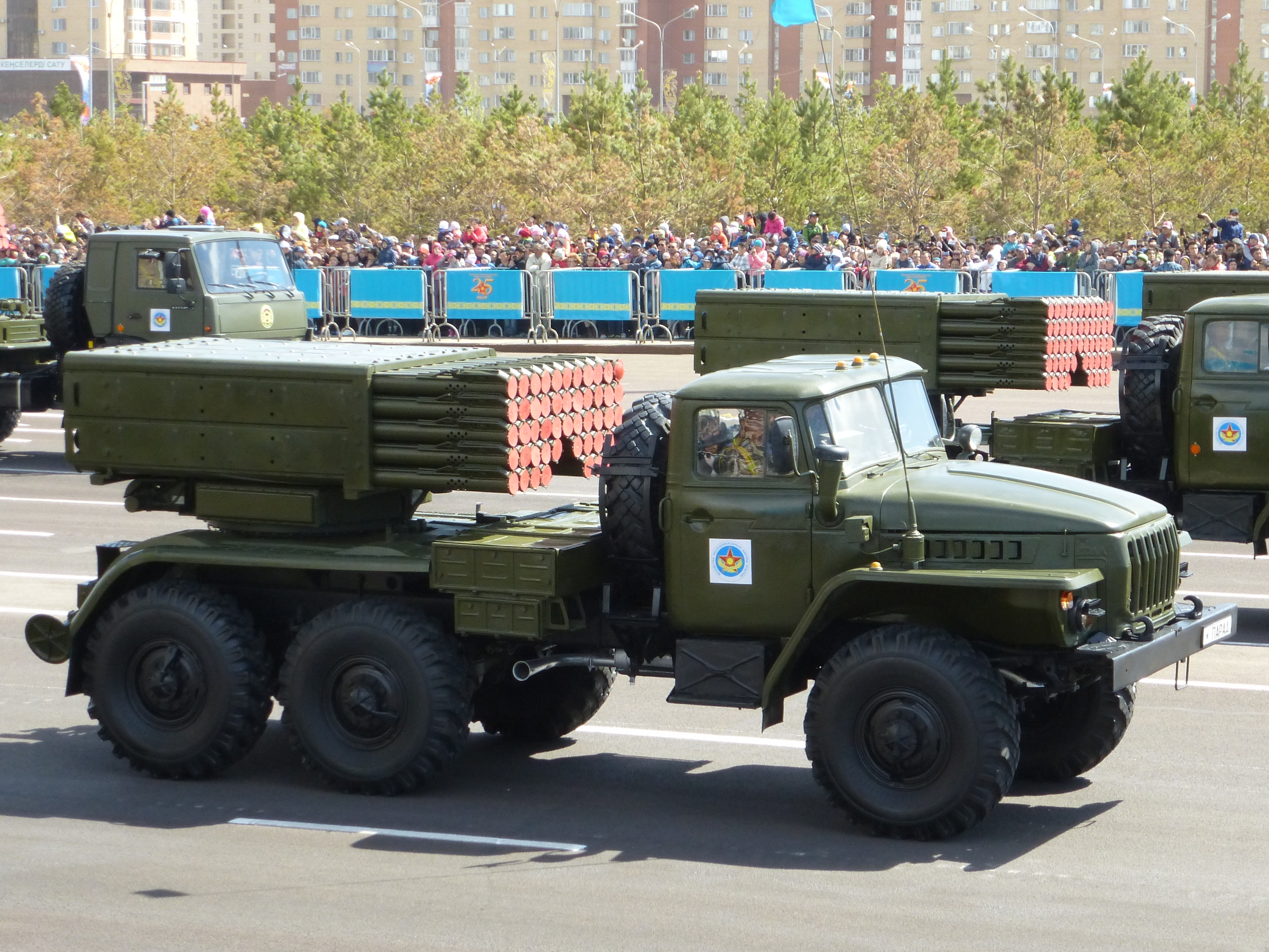
9K35 Prima

9K53 Prima (ros. 9К53 "Прима") – sowiecka samobieżna polowa wieloprowadnicowa wyrzutnia rakietowa skonstruowana w latach 80. Przeznaczona dla artylerii dywizyjnej. Miała zastąpić wyrzutnie BM-21 Grad.
9K53 składa się z bloku 50 prowadnic oznaczonego 9A51 osadzonego na podwoziu samochodu ciężarowego Ural-4320. Prowadnice rozmieszczone są w pięciu rzędach. Blok wyrzutni jest naprowadzany zdalnie z wozu dowodzenia baterii Kapustnik-BG. Także programowanie zapalników odbywa się już w prowadnicach. Dzięki temu zwiększono kąty ostrzału wyrzutni i skrócono czas przejścia w położenie bojowe. Blok prowadnic jest osłonięty od góry przy pomocy metalowej obudowy chroniącej go przed promieniowaniem słonecznym i uszkodzeniami mechanicznymi. Z wyrzutni odpalane są pociski rodziny 9M53 kalibru 122,4 mm. Mają one wymiary zbliżone do rakiet systemu BM-21 Grad, ale zastosowano nowe głowice. Czas odpalenia salwy 50 pocisków jest równy 30 sekund.

## Dano taktyczno-techniczne wyrzutni
- Kaliber: 122 mm
- Liczba prowadnic: 50
- Masa: 13,9 t
- Długość: 7,38 m
- Szerokość: 2,4 m
- Wysokość: 3,0 m
- Moc silnika: 177 kW
- Zasięg: 990 km
- Prędkość maksymalna 85 km/h
- Załoga: 3 osoby